# 아마추어 스포츠
아마추어 스포츠(amateur sports)는 전문적이지 않으면서 건강 관리, 취미나 즐기기 위한 스포츠를 말한다. 라틴어 아마토렘(amatorem). 프랑스어 아마토르(amateur)에서 유래되었으며 1839년 영국에서 열린 조정 대회에서 처음으로 사용되었다.
아마추어 스포츠는 참가자들이 보상 없이 대부분 또는 전적으로 참여하는 스포츠이다. 경쟁과 훈련에 소비한 시간에 대해 보수를 받는 아마추어 스포츠 참가자와 프로 스포츠 참가자가 구별된다. 프로 선수가 참여하는 대부분의 스포츠에서 전문가는 다른 직업을 갖는 스트레스 없이 풀타임으로 훈련할 수 있기 때문에 아마추어 경쟁자보다 더 높은 수준의 플레이에 참여하게 된다. 전세계 스포츠 참가자의 대다수는 아마추어이다.
스포츠 아마추어주의는 19세기 특히 상류층 사이에서 열성적으로 보호된 이상이었지만, 프로 스포츠의 지속적인 성장과 아마추어 및 대학 스포츠의 수익화로 인해 20세기 내내 꾸준한 침식에 직면했다. 제목에 "아마추어"라는 단어를 유지하고 있음에도 불구하고 스포츠를 관리하는 조직의 수는 점점 줄어들고 있다.

## 같이 보기
- 프로페셔널 스포츠
- 세미 프로페셔널 스포츠